# 村田茂雄
村田 茂雄（むらた しげお、1982年（昭和57年）6月24日 - ）は、日本の経営コンサルタント。地方銀行、信用金庫での勤務を経て、有限責任監査法人トーマツに入所。神奈川エリアのチームリーダーとして神奈川県内で起業家が成長できる起業家コミュニティ形成を目指し、起業サポートやベンチャー企業への成長支援を実施している。また、社会人や学生向けに起業セミナーも実施している。

## 来歴
神奈川県立小田原高等学校を経て、2005年に信州大学経済学部を卒業、長野銀行に入行する。
2009年に富士信用金庫に移る。2014年にトーマツに入所。

## 人物
趣味は読書、起業アイデアを考えること。約1年8ヶ月で考えたアイデアは10,000個以上。
発案した新商品アイデアの一部は特許権や意匠権を出願している。

## 著書他
- 『起業アイデア3.0』（2019年、秀和システム）ISBN 978-4798055657[11]
- 『成功するビジネスは、この「型」でつくれる！「起業アイデア」発想法』（現代ビジネスオンライン記事）[12]

## 賞歴
- 2016年
  - 「エコアイデアコンテスト」（LIXIL住宅研究所）：特別賞[13]
  - 「第3回 缶のアフターユース・アイデアコンテスト」（金方堂松本工業）：営業部賞[14]
  - 「第3回アルバム整理術コンテスト」（ナカバヤシ）：準グランプリ[15][16]
  - 「2015年勉強法大賞」（翔泳社）：大賞[17][18]
  - 第3回「社会を変える『夢のゲーム』アイディア」（中山隼雄科学技術文化財団）：優秀賞[19]
- 2017年
  - 「第4回アルバム整理術コンテスト」（ナカバヤシ）：優秀賞[20][21]